# Heinkenborstel
Heinkenborstel est une commune allemande du Schleswig-Holstein, située dans l'arrondissement de Rendsburg-Eckernförde (Kreis Rendsburg-Eckernförde), à 17 kilomètres au nord-ouest de la ville de Neumünster. Heinkenborstel est l'une des 30 communes de l'Amt Mittelholstein (« Moyen-Holstein ») dont le siège est à Hohenwestedt.